# Orgue de l'église Saint-Martin de Mitry-Mory
L'église Saint-Martin de Mitry-Mory (Seine-et-Marne) possède un orgue d'importance majeure eu égard à la faible notoriété du village, situé à la limite de la grande banlieue parisienne. 
Il s'agit en effet d'un orgue classique du XVIIe siècle, sur lequel sont intervenus plusieurs grands noms de la facture d'orgue française et qui se trouve dans un état assez proche de l'original.

## Historique

### La construction de l'orgue au XVIIe siècle
L'église possédait déjà un orgue en 1640 quand le conseil de fabrique prit la décision de construire un nouvel orgue doté de 24 jeux sur trois claviers manuels et pédalier, dont la réalisation fut confiée, en 1641, à Louis et Jean de Héman, neveux et continuateurs de l'illustre facteur Valéran de Héman. L'un des frères de Héman étant décédé, la construction de l'instrument fut achevée en 1651 par Pierre Desenclos et Jacques Lefebvre.
La réalisation du buffet était commandée au menuisier-ébéniste Germain Pillon qui ne la mena pas à bonne fin du fait de désaccords avec le conseil de fabrique. Le travail fut terminé par Guillaume Véniat, ébéniste du roi. La tribune et le buffet du positif furent réalisés en 1641, le buffet du grand orgue en 1646. L'ensemble est représentatif de la naissance du buffet d'orgue classique. Le buffet en chêne est décoré de sculptures en bas-relief et en ronde-bosse. Il est constitué d'un grand corps et d'un positif de dos à 3 tourelles.

### Les modifications du XVIIIe siècle
Au cours de décennies qui suivirent, l'instrument fut régulièrement entretenu par plusieurs facteurs, dont Louis-Alexandre Clicquot à partir de 1728. En 1750, ce dernier modifia l'instrument pour le porter à plus de 30 jeux avec un clavier supplémentaire. Pendant la Révolution, le buffet souffrit quelques dégradations, les symboles de la monarchie qui l'ornaient (couronne et fleurs de lys) étant éliminés. 

### L'instrument sauvé au XIXe siècle
La partie instrumentale a été transformée en 1813 par Pierre François Dallery puis, en 1876, par Joseph Merklin. L'orgue manqua de peu alors d'être profondément transformé, pour être mis au goût du jour. Mais les fonds manquèrent, et les travaux prévus ne purent être menés à leur terme, sauvant ainsi l'essentiel de l'instrument, l'orgue conservant une part prépondérante du matériel ancien, et notamment cinq jeux datant du XVIIe siècle et seize autres du XVIIIe siècle. 

### Restauration de l'orgue à la fin du XXe siècle
En 1981, une restauration réalisée par le facteur Théo Haerpfer a permis de restituer la tuyauterie dans un état proche de l'origine, le pédalier à la française et de remettre en état le buffet sans toutefois supprimer les dégradations de la Révolution. L'instrument retrouvé est un bon exemple de la facture française classique.  

## Composition de l'instrument
La console, en fenêtre, comporte quatre claviers manuels (positif, 10 jeux ; grand orgue, 15 jeux ; récit, 3 jeux ; écho, 2 jeux) et un pédalier à la française (4 jeux).
| Positif 50 notes |
| Montre 8'        |
| Bourdon 8'       |
| Prestant 4'      |
| Nasard 2' 3/3    |
| Doublette 2'     |
| Tierce 1' 3/5    |
| Larigot 1'1/3    |
| Plein Jeu V      |
| Trompette 8'     |
| Cromorne 8'      |

| Grand Orgue 50 notes |
| Montre 8'            |
| Bourdon 8'           |
| Dessus de Flûte 8'   |
| Prestant 4'          |
| Flûte d'Allemand 4'  |
| Nasard 2' 3/3        |
| Doublette 2'         |
| Quarte de Nasard 2'  |
| Tierce 1' 3/5        |
| Grand Cornet V       |
| Fourniture IV        |
| Cymbale III          |
| Trompette 8'         |
| Clairon 4'           |
| Voix Humaine 8'      |

| Récit 30 notes |
| Bourdon 8'     |
| Cornet IV      |
| Hautbois 8'    |

| Echo 30 notes |
| Bourdon 8'    |
| Cromorne 8'   |

| Pédale 30 notes |
| Flûte 8'        |
| Flûte 4'        |
| Trompette 8'    |
| Clairon 4'      |

## Discographie
- Gilles Jullien, Le Livre d'Orgue (enregistrement intégral) - Jean-Paul Gipon - 2 CD Champeaux 1999 (OCLC 659139946)